# Koszmosz–203
Koszmosz–203 (oroszul: Космос 203) Koszmosz műhold, a szovjet műszeres műhold-sorozat tagja. Geodéziai műhold.

## Küldetés
A Szfera program szerinti feladata a Föld geofizikai paramétereinek nagy pontossággal történő meghatározása.

## Jellemzői
Megnevezései:  COSPAR: 1968-011A; GRAU-kód: 11F621; SATCAT kódja: 3128.
1968. február 20-án a Pleszeck űrrepülőtérről, az LC–132/1 (LC–Launch Complex) jelű indítóállványról  egy Koszmosz–3 (11K65M) típusú hordozórakétával juttatták alacsony Föld körüli pályára (LEO = Low-Earth Orbit). Az orbitális egység pályája 109,2 perces, 74 fokos hajlásszögű, elliptikus pálya perigeuma 1185 kilométer, apogeuma 1201 kilométer volt. A sorozat felépítését, szerkezetét, alapvető fedélzeti rendszereit tekintve egységesített, szabványosított űreszköz. Tájolása alkalmazkodik a Föld mágneses-gravitációs törvényszerűségéhez. Szolgálati idejét 6 hónapra tervezték. Tömege 600–750 kilogramm. A hengeres test átmérője 1,2–2 m, magassága 1,8–2,1 méter, hőszabályozóval ellátott. Telemetriai rendszerének működését antennák beépítésével segítették. Az űreszköz felületét napelemek borították, éjszakai (földárnyék) energiaellátását újratölthető nikkel-kadmium akkumulátorok biztosították.
1968. március 24-én 33 nap (0,09 év) után belépett a légkörbe és megsemmisült.